# 尼羅河氾濫
尼羅河泛濫定期於每年7-11月。在古埃及神話裡泛濫的河神稱為「哈匹」。尼羅河的洪氾在泛濫平原留下沃土，是古埃及文明誔生的基礎，埃及每年8月15日有泛濫節（Wafaa El-Nil）慶祝。